# 戸村義道
戸村 義通（とむら よしみち、明和5年（1768年） - 嘉永7年6月29日（1854年7月23日））は、江戸時代後期の久保田藩第10代横手城代。横手城代戸村義敬の子。弟に戸村七五郎、大山義続（叔父の大山義雅養子）。妹は佐竹義文後室など。夫人は佐竹義路の娘。子に戸村義效がいる。字は子達。通称は十太夫。号は東陵。別号に後草園（ごそうえん）。「秋田武鑑 全」では戸村義通と表記され、自筆書の落款印は義通で刻され義道で刻したものはない。

## 人物
書画や詩歌を能くし、文人として名を馳せた。絵画は当初は狩野派、のちに南画を習得したが、画人佐々木原善と知己になりその影響を受け、作風を一変させた。寛政6年（1794年）に南蘋派（当時の中国の洋画技法）の画風を習得されるため、長崎に原善を留学させた。留学が帰った原善から南蘋派の技法を学び、花鳥図を書いた。嘉永7年、87歳で没した。
なお、天保12年(1841年)から弘化元年(1844年)に草稿が書かれた「秋田武鑑」で、戸村家当主は戸村十太夫義利とあるので、それ以前に隠居していたと思われる。